# Rivière de Baille-Argent
Rivière de Baille-Argent är ett vattendrag i Guadeloupe (Frankrike). Det ligger i den västra delen av Guadeloupe, 30 km norr om huvudstaden Basse-Terre.